# Метт Діллон

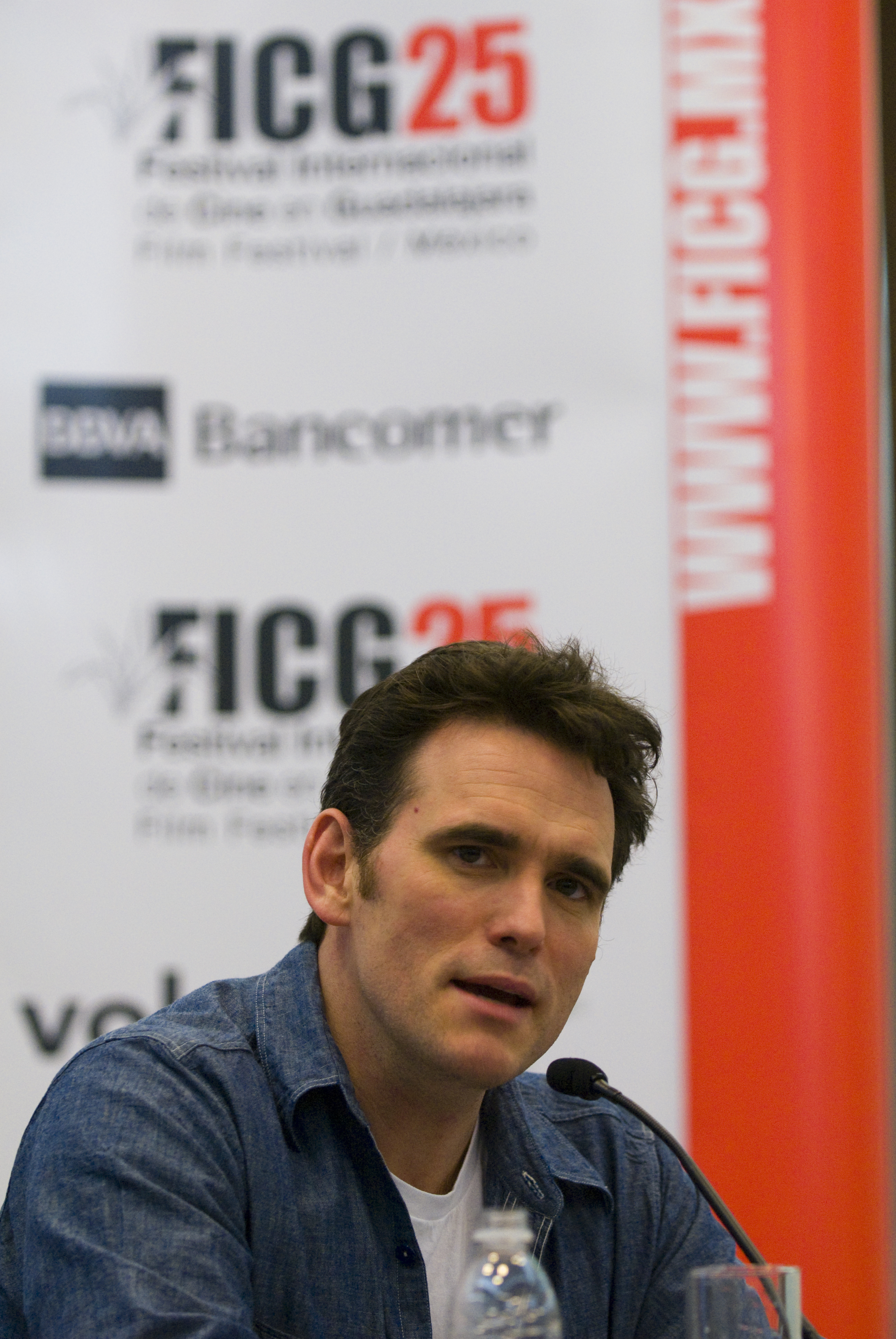

Метт Діллон (англ. Matt Dillon; нар. 18 лютого 1964) — американський актор. Почавши зніматися в кінці 1970-х, отримав славу підліткового секс-символу 1980-х.

## Біографія
Метт народився 18 лютого 1964 а в місті Нью-Рошелл штату  Нью-Йорк, США. У віці 15 років знаменитий тоді режисер Джонатан Каплан взяв хлопчика з явно вираженими акторськими даними у фільм «За гранню», де Метт зіграв важкого підлітка.
Нині Метт проживає в Нью-Йорку.

## Фільмографія
| Рік  |     | Українська назва           | Оригінальна назва                                                  | Роль                                      |
| ---- | --- | -------------------------- | ------------------------------------------------------------------ | ----------------------------------------- |
| 1979 | ф   | Через край                 | Over the Edge                                                      | Річі                                      |
| 1980 | ф   | Маленькі спокусниці        | Little Darlings                                                    | Ренді                                     |
| 1980 | ф   | Мій охоронець              | My Bodyguard                                                       | Муді                                      |
| 1982 | ф   | Текс                       | Tex                                                                | Текс Маккормік                            |
| 1983 | ф   | Бійцівська рибка           | Rumble Fish                                                        | Расті Джеймс                              |
| 1983 | ф   | Ізгої                      | The Outsiders                                                      | Даллас Вінстон                            |
| 1984 | ф   | The Flamingo Kid           | The Flamingo Kid                                                   | Джефрі Віліс                              |
| 1985 | ф   | Ціль                       | Target                                                             | Кріс Ллойд / Дерек Поттер                 |
| 1985 | ф   | Ребел                      | Rebel                                                              | Ребел                                     |
| 1986 | ф   | Рідний Син                 | Native Son                                                         | Жан                                       |
| 1987 | ф   | Велике місто               | The Big Town                                                       | Джей Сі Каллен                            |
| 1988 | ф   | Канзас                     | Kansas                                                             | Дойл Кеннеді                              |
| 1989 | ф   | Аптечний ковбой            | Drugstore Cowboy                                                   | Боб                                       |
| 1989 | ф   | Шукачі з Бродвею           | Bloodhounds of Broadway                                            | Реґрет                                    |
| 1991 | ф   | Поцілунок перед смертю     | A Kiss Before Dying                                                | Донатан Корлісс                           |
| 1991 | тф  |                            | Women & Men 2                                                      | Едді Мегефін                              |
| 1992 | ф   | Одинаки                    | Singles                                                            | Кліф Понцер                               |
| 1993 | ф   | Містер Дивовижний          | Mr. Wonderful                                                      | Гас                                       |
| 1994 | ф   | Золоті ворота              | Golden Gate                                                        | Кевін Девід Волкер                        |
| 1995 | ф   | Померти заради             | To Die For                                                         | Ларрі Маретто                             |
| 1995 | ф   | Frankie Starlight          | Frankie Starlight                                                  | Террі Клаут                               |
| 1996 | ф   | Красиві дівчата            | Beautiful Girls                                                    | Томмі «Бердман» Ровленд                   |
| 1996 | ф   | Альбіно Алігатор           | Albino Alligator                                                   | Дова                                      |
| 1996 | ф   | Благодать мого серця       | Grace of My Heart                                                  | Джей Філліпс                              |
| 1997 | ф   | Вхід та вихід              | In & Out                                                           | Кемерон Дрейк                             |
| 1998 | ф   | Дещо про Мері              | There's Something About Mary                                       | Пет Гілі                                  |
| 1998 | ф   | Дикі штучки                | Wild Things                                                        | Сем Ломбардо                              |
| 2001 | ф   | Ніч у барі Мак-Кула        | One Night at McCool's                                              | Ренді                                     |
| 2002 | ф   | Місто привидів             | City of Ghosts                                                     | Джиммі                                    |
| 2002 | ф   | Deuces Wild                | Deuces Wild                                                        | Фрітці                                    |
| 2004 | ф   | Зіткнення                  | Crash                                                              | офіцер поліції Джон Раян                  |
| 2004 | ф   | Найкращий працівник місяця | Employee of the Month                                              | Девід Волш                                |
| 2005 | ф   | Фактотум                   | Factotum                                                           | Генк Чинаскі                              |
| 2005 | ф   | Улюбленець                 | Loverboy                                                           | Марк                                      |
| 2005 | ф   | Гербі: Шалені перегони     | Herbie: Fully Loaded                                               | Тріп Мерфі                                |
| 2006 | ф   | Він, я і його друзі        | You, Me and Dupree                                                 | Карл Петерсон                             |
| 2006 | док |                            | Once in a Lifetime: The Extraordinary Story of the New York Cosmos | у ролі самого себе                        |
| 2007 | док |                            | Joe Strummer: The Future Is Unwritten                              | у ролі самого себе                        |
| 2007 | мс  | Сімпсони                   | The Simpsons                                                       | Луї (Епізод: "Midnight Towboy")           |
| 2008 | ф   | Нічого окрім правди        | Nothing but the Truth                                              | Спеціальний прокурор Паттон Дюбуа         |
| 2009 | ф   | Інкасатор                  | Armored                                                            | Майк Кокран                               |
| 2009 | ф   | Старі пси                  | Old Dogs                                                           | Лідер загону Баррі                        |
| 2010 | ф   | Хлопчики-нальотчики        | Takers                                                             | Джек Уеллс                                |
| 2011 | с   | Американська сімейка       | Modern Family                                                      | Роббі Салліван (Епізод: "Princess Party") |
| 2012 | ф   | Імоджен                    | Girl Most Likely                                                   | Джордж                                    |
| 2013 | ф   | Хроніки ломбарду           | Pawn Shop Chronicles                                               | Ричард                                    |
| 2013 | ф   | Мистецтво крадіжки         | The Art of the Steal                                               | Ніккі Келгун                              |
| 2013 | ф   | Sunlight Jr.               | Sunlight Jr.                                                       | Річі Барнс                                |
| 2014 | ф   | Перехресний вогонь         | Bad Country                                                        | Джессі Вайланд                            |
| 2015 | с   | Вейворд Пайнс              | Wayward Pines                                                      | Ітан Берк (10 серій)                      |
| 2017 | мф  | Рок Дог                    | Rock Dog                                                           | Трей                                      |
| 2017 | ф   | Красиво піти               | Going in Style                                                     | Гамер                                     |
| 2018 | ф   | Дім, який побудував Джек   | The House That Jack Built                                          | Джек                                      |
| 2020 | ф   | Капоне                     | Capone                                                             | Джонні                                    |
| 2021 | ф   |                            | Land of Dreams                                                     | Алан                                      |
| 2022 | ф   |                            | American Dreamer                                                   | Делл                                      |
| 2023 | ф   | Місто астероїдів           | Asteroid City                                                      | Генк                                      |